# Fragata de hélice

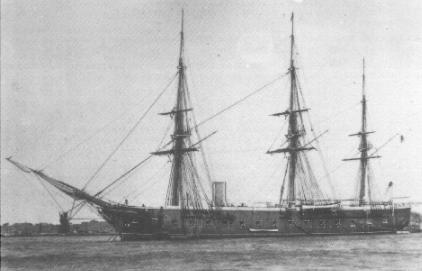
Fragata de hélice Lealtad, de la Armada Española.

Las  fragatas de hélice, al igual que las menores corbetas de hélice y goletas de hélice, y los mayores y escasos navíos de hélice, eran buques de guerra construidos a imagen de sus predecesores a vela, y dotados de propulsión mediante una hélice accionada por una máquina de vapor alimentada por carbón.

## Historia
El primer buque de guerra propulsado por hélice fue la batería flotante Demologos, botada en 1815 por la Armada de los Estados Unidos.
Desde la década de 1830, fueron varias las armadas que experimentaron con buques de guerra con máquinas de vapor. Esta primera generación de vapores de guerra eran por lo general vapores de ruedas, las cuales se montaban bien a los lados o en el centro. Estos buques estaban equipados con grandes cañones, montados en una cubierta. Sus principales problemas eran tanto la poca eficacia de la propulsión por ruedas como la vulnerabilidad de estas ante el ataque de los buques enemigos, por lo que fueron rápidamente desechados.

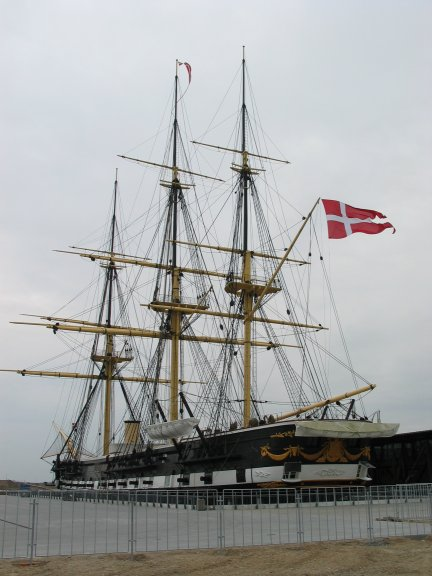
Fragata de hélice danesa Jylland, la única que ha sobrevivido hasta nuestros días, actualmente es un museo.

Desde mediados de la década de 1840, comenzaron a construir fragatas similares a las tradicionales propulsadas por hélices. Estos buques conservaban su arboladura, en parte debido a la mentalidad conservadora de las distintas armadas de guerra y en parte para ahorrar carbón, dotándolas por tanto de una mayor autonomía y capacidad de operar independientemente de la distancia a la que estuvieran de un puerto amigo.
Francia y el Reino Unido fueron los dos países que desarrollaron las mayores flotas de fragatas de madera propulsadas por hélice: Reino Unido construyó 28 de estos buques, entre 1840 y 1860, y Francia, en este mismo periodo, 16. Hubo también nueve rusas, otras tantas italianas, siete estadounidenses, seis españolas —llegarían a 13 en 1865—, cuatro prusianas y tres austriacas.
A partir de la década de 1860, los cascos de las fragatas comenzaron a blindarse o a construirse enteramente metálicos, dando lugar a una nueva tipología denominada «fragata blindada» o «fragata acorazada», y aunque siguieron construyéndose fragatas de hélice, el papel principal como buque de guerra pasó a los nuevos buques blindados.
A finales del siglo xix, el término fragata empezó a caer en desuso ante la aparición de los acorazados pre-dreadnought, los cruceros acorazados y cruceros protegidos, pasando desde entonces la mayoría de los buques no blindados, incluidas las fragatas de hélice, a ser redesignados como «cruceros no protegidos».
La única fragata de hélice que ha llegado hasta nuestros días es la danesa Jylland, que se conserva como buque museo en la ciudad danesa de Ebeltoft.